# Balthasar Pfister
Balthasar Pfister (* 20. September 1695 in Schaffhausen; † 27. März 1763 ebenda) war ein Schweizer Arzt und Politiker. Von 1749 bis 1763 war er Bürgermeister Schaffhausens.

## Leben
Balthasar Pfister war ein Sohn des Schaffhauser Stadtarztes und Mitglieds des Grossen Rats, Alexander Pfister, und der Anna Barbara Oschwald. Er erhielt eine sorgfältige Erziehung und widmete sich nach dem Vorbild seines Vaters ebenfalls dem Studium der Medizin. Neben seinem Vater waren auch die berühmten Ärzte Wepfer und Keller für seine Ausbildung in dieser Wissenschaft massgeblich verantwortlich. Nachdem er 1715 in Tübingen bei Rudolf Jacob Camerarius die medizinische Doktorwürde erlangt hatte, begab er sich, um seine Kenntnisse zu erweitern, nach Paris. Dort verschaffte er sich einen vertieften Einblick in die Augenheilkunde und machte die Bekanntschaft ausgezeichneter Ärzte und Anatomen wie Joseph-Guichard Du Verney und Jacob Winslow. Ferner stand er in Briefkontakt mit Jean-Louis Petit. Auch in London bereicherte er 1717 seine Kenntnisse im Umgang mit den dortigen Gelehrten; so traf er u. a. mit dem Chirurgen Abraham Cyprianus zusammen.
1718 kehrte Pfister nach einem Besuch von Amsterdam in seine Vaterstadt zurück, wo er als praktischer Arzt und Chirurg arbeitete und durch mehrere glückliche Kuren seinen Ruf begründete. 1720 heiratete er Ursula von Waldkirch vom Sittich und zwei Jahre darauf Barbara Wepfer zum Erker. 1722 wurde er in den Grossen Rat aufgenommen. Er gelangte daraufhin in seiner Vaterstadt nach und nach zu höheren Staatsämtern. 1733 wurde er Säckelmeister und drei Jahre danach Zunftmeister der Metzger. Seine genaue Kenntnis der Verhältnisse seines Vaterlands und rastlose Tätigkeit zeigte sich auf den eidgenössischen Tagsatzungen, denen er regelmässig beiwohnte. Vor allem war dies 1736 zu Basel der Fall, wohin er sich bei dem damals obwaltenden Lachsfangstreit mit Frankreich als Abgeordneter  begeben musste. Von 1749 bis zu seinem 1763 im Alter von 67 Jahren erfolgten Tod bekleidete er das Amt des Bürgermeisters von Schaffhausen. Er hinterliess einen Sohn, Johann Jakob Pfister, der als Hauptmann in holländischen Diensten stand.